# Steinfurt-Marathon
Der Steinfurt-Marathon (mit vollem Namen Steinfurter Rolinck-Marathonlauf) war ein Marathon in Steinfurt (Nordrhein-Westfalen), der 1984 bis 2011 im März stattfand. Veranstalter war der Turnerbund Burgsteinfurt 1862 e.V. Zum Wettbewerb gehörten auch ein Duo-Team-Marathon (seit 1987, zwei Läufer teilten sich die Strecke), ein Marathon für Handbiker und ein Halbmarathon für Inlineskater. Als Nachfolge-Veranstaltung sollte am 11. November 2012 der Steinhart500 stattfinden, ein Drei-Runden-Kurs mit Trailcharakter im Naherholungsgebiet Bagno-Buchenberg.
Der Teilnehmerrekord mit 1145 Läufern im Ziel stammt vom 17. März 1990: Nach der Wende in Ostdeutschland nahmen viele Sportler aus der DDR an dem Lauf teil. Sie waren von der Startgebühr befreit, und sie erhielten kostenlos Übernachtungsmöglichkeiten.
Bis zum Jahr 2000 waren drei Runden von je 14 Kilometern zu laufen. Seit 2001 war die Strecke ein nach den Richtlinien der Marathon-Veranstalter-Organisation AIMS vermessener Rundkurs, der zweimal durchlaufen wurde. Start und Ziel war am Schloss Burgsteinfurt. Von dort ging es im Uhrzeigersinn durch die münsterländische Parklandschaft südöstlich von Burgsteinfurt nach Borghorst und, nachdem das Gebiet dieses Stadtteils durchquert wurde, zurück zum Ausgangspunkt. Pro Runde waren 64 Höhenmeter zu bewältigen. Die Zeitmessung erfolgte per ChampionChip.
Der Steinfurt-Marathon war unter Läufern auch deshalb als einer der klassischen Marathonläufe bekannt, weil seit seiner Erstaustragung Brems- und Zugläufer Hobbysportlern dabei helfen, durch ein gleichmäßiges Tempo ihre Zeitziele zu erreichen. Zuletzt werden Tempomacher für sieben unterschiedliche Zeitziele von 2:59 bis 4:59 eingesetzt. Dieser Service, der zuerst in Steinfurt angeboten wurde, wird mittlerweile weltweit kopiert.
Zu den originellen Traditionen gehörten ein Frottee-Handtuch für jeden Läufer, der das Ziel erreicht, eine Rose im Ziel für die teilnehmenden Läuferinnen sowie auf dem Rücken zu tragende Vornamensschilder.

## Statistik

### Streckenrekorde
- Männer: 2:23:27, Philip Kipketer (KEN), 2003
- Frauen: 2:41:50, Karina Szymańska (POL), 2003

### Siegerliste
Quelle: ARRS
| Datum         | Männer               | Nation      | Zeit    | Frauen                  | Nation      | Zeit    |
| ------------- | -------------------- | ----------- | ------- | ----------------------- | ----------- | ------- |
| 20. März 2011 | Pawel Szymandera -2- | Polen       | 2:37:16 | Christin Kulgemeyer -3- | Deutschland | 2:56:51 |
| 20. März 2010 | Pawel Szymandera     | Polen       | 2:38:06 | Christin Kulgemeyer -2- | Deutschland | 3:00:43 |
| 21. März 2009 | Jaroslaw Janicki     | Polen       | 2:37:13 | Christin Kulgemeyer     | Deutschland | 3:05:31 |
| 15. März 2008 | Tomasz Chawawko      | Polen       | 2:39:57 | Mechthild Lappe         | Deutschland | 3:12:59 |
| 17. März 2007 | Krzysztof Przybyła   | Polen       | 2:28:32 | Ilona Pfeiffer -2-      | Deutschland | 2:50:33 |
| 18. März 2006 | Janusz Sarnicki -6-  | Polen       | 2:31:28 | Ilona Pfeiffer          | Deutschland | 3:00:51 |
| 19. März 2005 | Janusz Sarnicki -5-  | Polen       | 2:26:45 | Elisabeth Rewer         | Deutschland | 3:19:54 |
| 20. März 2004 | Bogdan Dziuba        | Polen       | 2:25:12 | Jelena Moisejewa        | Russland    | 2:57:08 |
| 22. März 2003 | Philip Kipketer      | Kenia       | 2:23:27 | Karina Szymańska        | Polen       | 2:41:50 |
| 16. März 2002 | Janusz Sarnicki -4-  | Polen       | 2:25:32 | Janina Malska           | Polen       | 2:45:10 |
| 17. März 2001 | Janusz Sarnicki -3-  | Polen       | 2:28:24 | Birgit Lennartz -5-     | Deutschland | 2:54:07 |
| 18. März 2000 | Janusz Sarnicki -2-  | Polen       | 2:25:08 | Mirela Zięcina          | Polen       | 2:54:49 |
| 20. März 1999 | Janusz Sarnicki      | Polen       | 2:25:57 | Birgit Lennartz -4-     | Deutschland | 2:59:28 |
| 21. März 1998 | Carsten Wunderlich   | Deutschland | 2:30:15 | Birgit Lennartz -3-     | Deutschland | 2:50:44 |
| 15. März 1997 | Gerrit Voortman      | Niederlande | 2:27:48 | Sybille Möllensiep -2-  | Deutschland | 2:55:36 |
| 16. März 1996 | Muammer Olcun        | Deutschland | 2:33:45 | Maaike Sytsema          | Niederlande | 3:03:02 |
| 18. März 1995 | Thomas Brauckmann    | Deutschland | 2:30:56 | Katjana Quest-Altrogge  | Deutschland | 2:57:28 |
| 19. März 1994 | Jean-Paul Praet -2-  | Belgien     | 2:30:31 | Birgit Lennartz -2-     | Deutschland | 2:46:40 |
| 20. März 1993 | Andrzej Świętek      | Polen       | 2:35:08 | Bettina Pilgram         | Deutschland | 3:06:35 |
| 21. März 1992 | Manuel Vaqueiro      | Deutschland | 2:31:50 | Birgit Lennartz         | Deutschland | 2:47:35 |
| 16. März 1991 | Olaf Arntholz        | Deutschland | 2:29:11 | Petra Liebertz          | Deutschland | 2:48:40 |
| 17. März 1990 | Dieter Sternberg     | Deutschland | 2:31:18 | Kerstin Preßler         | Deutschland | 2:52:52 |
| 18. März 1989 | Jean-Paul Praet      | Belgien     | 2:26:14 | Hildegard Mockenhaupt   | Deutschland | 2:50:09 |
| 19. März 1988 | Dariusz Nawrocki     | Polen       | 2:27:28 | Ursula Starke           | Deutschland | 2:53:35 |
| 21. März 1987 | A. de Rooy           | Niederlande | 2:33:51 | Sybille Möllensiep      | Deutschland | 3:00:24 |
| 15. März 1986 | Georg Stock          | Deutschland | 2:30:46 | Helga Maletz            | Deutschland | 3:06:34 |
| 23. März 1985 | Reinhard Winter      | Deutschland | 2:32:53 | Gudrun Mrusek           | Deutschland | 3:11:09 |
| 24. März 1984 | Herbert Ciszewski    | Deutschland | 2:35:14 | Hannelore Küpper        | Deutschland | 3:14:19 |

### Entwicklung der Finisherzahlen
| Jahr | Gesamtzahl Marathon | davon Frauen |
| ---- | ------------------- | ------------ |
| 2011 | 0340                | 043          |
| 2010 | 0377                | 043          |
| 2009 | 0526                | 075          |
| 2008 | 0579                | 072          |
| 2007 | 0568                | 049          |
| 2006 | 0770                | 106          |
| 2005 | 0629                | 081          |
| 2004 | 0671                | 066          |
| 2003 | 0829                | 096          |
| 2002 | 0825                | 097          |
| 2001 | 0991                | 113          |
| 2000 | 0868                | 111          |
| 1999 | 0830                | 097          |
| 1998 | 0920                | 121          |
| 1997 | 0774                | 094          |
| 1996 | 0805                | 082          |
| 1995 | 0946                | 091          |
| 1994 | 1025                | 118          |
| 1993 | 1020                | 100          |
| 1992 | 0979                | 080          |
| 1991 | 0804                | 083          |
| 1990 | 1152                | 106          |
| 1989 | 0672                | 066          |
| 1988 | 0688                | 070          |
| 1987 | 0629                | 055          |
| 1986 | 0578                | 036          |
| 1985 | 0477                | 035          |
| 1984 | 0251                | 024          |